# Aicherparkbrücke
Die Aicherparkbrücke ist ein wesentlicher Teil der Westtangente Rosenheim. Sie führt die Bundesstraße 15a über die Mangfall und den an dieser Stelle dicht neben ihr verlaufenden Mangfallkanal, das Gewerbegebiet Aicherpark sowie die Mangfalltalbahn genannte eingleisige Bahnstrecke Holzkirchen–Rosenheim. Sie steht zwischen den Städten Rosenheim und Kolbermoor.

## Beschreibung
Die Aicherparkbrücke schlängelt sich mit einem weitgehend gekrümmten Grundriss durch die existierende ältere Bebauung und die erdverlegten Wasser- und Gasleitungen  hindurch. Sie hat zwei Fahrstreifen, aber keine Randstreifen und als Teil einer Kraftfahrstraße keine Rad- und Gehwege. Die Fahrstreifen werden durch Schutzplanken und transparente Lärmschutzwände eingefasst.
Bautechnisch gesehen besteht sie aus zwei Teilbauwerken, dem TBW 1 über die Mangfall und den Mangfallkanal, und dem TBW 2 über das Gewerbegebiet Aicherpark und die Mangfalltalbahn.
Die meist genannte gesamte Länge von 670 m schließt die Baufelder mit ein; die beiden Bauwerke haben Längen von 192,5 m + 460,0 m = 652,5 m.

### Extradosed-Brücke
Die Mangfall und der Mangfallkanal werden von einer 192,50 m langen und 14,45 m breiten Extradosed-Brücke überquert, die leicht zu der anschließenden Hochstraße über den Aicherpark ansteigt. Sie hat vier niedrige, 8° nach außen geneigte, 10,70 m hohe Pylone, an denen jeweils fünf Schrägseile verankert sind, die die Fahrbahnplatte mit Stützweiten von 44,50 + 103,50 + 44,50 m tragen.
Ihr Widerlager und der Trennpfeiler zur Hochstraße sowie die Sockel der Pylone sind, wie üblich, aus Stahlbeton, ansonsten handelt es sich um ein Stahlbauwerk mit einer Fahrbahnplatte aus einem Verbund zwischen einem stählernen Trägerrost und einer Stahlbetonplatte mit einem Asphaltbelag. Die Trasse folgt einer Wendeklothoide mit einem Querneigungwechsel, was besondere Anforderungen an das Tragwerk nach sich zieht. Die Fahrbahnplatte ist eine Verbundkonstruktion aus einem stählernen Trägerrost und einer Stahlbetonplatte. Das Trägerrost besteht aus zwei Längsträgern aus luftdicht verschweißten Hohlkästen und Querträgern aus Doppel-T-Profilen. Die Schrägseile sind in den Pylonen fest und am Boden der Längsträger nachspannbar verankert. Sie können von außen (unten) überprüft und gegebenenfalls ausgetauscht werden.
Die Brücke wurde im Freivorbau gebaut, indem die Längs- und Querträger abschnittsweise von Mobilkränen eingehoben und mit den Schrägseilen verbunden wurden.

### Hochstraße
Der Aicherpark und die Mangfalltalbahn werden von einer Hochstraße überquert, wobei auch die Anschlussstelle an die Rosenheimer Straße/Georg-Aicher-Straße aufgeständert ist, was in Deutschland sonst nicht üblich ist. Durch die Gestaltung der Längsträger und die schräg gestellten, transparenten Lärmschutzwände wird ein einheitliches Erscheinungsbild des gesamten Brückenbauwerks erzielt. Die Hochstraße ist 460 m lang und 11,65 bis 13,65 m breit. Sie hat Stützweiten von 14,00 und 31,00 m.
Die mehrfeldrige, durchlaufende Balkenbrücke ist eine Stahlverbundbrücke aus luftdicht verschweißten Stahlhohlkästen und einer Stahlbetonplatte mit Asphaltbelag. Gestützt wird sie durch zwei Trennpfeiler und ein Widerlager sowie 25 Pfeiler und Hammerkopfpfeiler aus Stahlbeton.

### Baugrund
Der Baugrund bereitete von Anfang an Probleme. Die Brücke steht im Rosenheimer Becken, dem nach der letzten Eiszeit verlandeten Rosenheimer See, in dem bis zu 150 m mächtige Sedimente abgelagert wurden. Diese als Seeton bezeichneten Sedimente haben eine geringe Tragfähigkeit, bei Erschütterungen kann es zu Verflüssigungen kommen. Zu Beginn der Planungsphase befürchtete man aufgrund des erstellten  Baugrundgutachtens sogar, dass die Brücke überhaupt nicht gebaut werden könnte. In Zusammenarbeit mit der Technischen Universität München wurde dann ein neues, einzigartiges Gründungssystem erarbeitet und durch Tests in der Praxis erprobt, was zu einer Bauzeitverzögerung von über einem Jahr führte. Nach diesem System wurden für jeden Pfeiler 9 bis 16 Bohrpfähle mit einem Durchmesser von 1,20 m bis zu Tiefen von 50 m eingedrückt. Zwischen ihnen wurden senkrechte Drainagerohre zur Entwässerung des Bodens sowie Verdrängungssäulen aus unbewehrtem Beton eingebracht, die den Seeton verdichten und dadurch seine Tragfähigkeit erhöhen. Die Rohre wurden dabei nicht, wie üblich, eingerüttelt oder -gedreht, sondern vorsichtig eingedrückt, um der Gefahr der Bodenverflüssigung zu begegnen. Zur Lastverteilung wurde abschließend noch eine bis zu 2,5 m dicke Pfahlkopfplatte aus Stahlbeton eingebaut.

## Geschichte
Im Sommer 1991 erstellte das damalige Straßenbauamt Rosenheim einen grundsätzlich möglichen Trassenkorridor der Westtangente. 1997 wurde das Raumordnungsverfahren durchgeführt. Im Dezember 2000 wurde die Einleitung des Planfeststellungsverfahrens beantragt. Der Beschluss wurde im September 2005 erlassen und 2010 rechtskräftig. Damit konnte zunächst mit den nördlichen und südlichen Abschnitten der Westtangente begonnen werden. Die Aicherparkbrücke wurde von GRASSL Beratende Ingenieure Bauwesen und SSF Ingenieure geplant und von der Arbeitsgemeinschaft Habau/MCE zwischen 2019 und 2023 ausgeführt.